# Julian Niehues
Julian Niehues (Münster, 17 aprile 2001) è un calciatore tedesco, centrocampista dell'Heidenheim.

## Caratteristiche tecniche
È un centrocampista difensivo ma può giocare anche come difensore centrale.

## Carriera
Niehues ha iniziato la sua carriera nel Borussia M'gladbach, con cui ha giocato nella squadra riserve nella stagione 2020-2021. Rimasto svincolato al termine della stagione, nel giugno 2021 ha firmato con il Kaiserslautern, con cui ha debuttato il 15 agosto 2021 nell'incontro di 3. Liga perso 4-0 contro il Viktoria Berlino. Il 22 gennaio 2022 ha segnato il suo primo gol, sempre contro il Viktoria Berlino.

## Statistiche

### Presenze e reti nei club
Statistiche aggiornate al 3 febbraio 2024.
| Stagione        | Squadra                | Campionato      | Campionato | Campionato | Coppe nazionali | Coppe nazionali | Coppe nazionali | Coppe continentali | Coppe continentali | Coppe continentali | Altre coppe | Altre coppe | Altre coppe | Totale | Totale | Totale |
| Stagione        | Squadra                | Comp            | Pres       | Reti       | Comp            | Pres            | Reti            | Comp               | Pres               | Reti               | Comp        | Pres        | Reti        | Pres   | Reti   |        |
| --------------- | ---------------------- | --------------- | ---------- | ---------- | --------------- | --------------- | --------------- | ------------------ | ------------------ | ------------------ | ----------- | ----------- | ----------- | ------ | ------ | ------ |
| 2020-2021       | Borussia M'gladbach II | RL              | 39         | 5          |                 | -               | -               |                    | -                  | -                  |             | -           | -           | 39     | 5      |        |
| 2021-2022       | Kaiserslautern         | 3L              | 19         | 1          | CG              | 1               | 0               |                    | -                  | -                  |             | -           | -           | 20     | 1      |        |
| 2022-2023       | Kaiserslautern         | 2L              | 29         | 2          | CG              | 1               | 0               |                    | -                  | -                  |             | -           | -           | 30     | 2      |        |
| 2023-2024       | Kaiserslautern         | 2L              | 17         | 1          | CG              | 2               | 1               |                    | -                  | -                  |             | -           | -           | 19     | 2      |        |
| Totale carriera | Totale carriera        | Totale carriera | 104        | 9          |                 | 4               | 1               |                    | -                  | -                  |             | -           | -           | 108    | 10     |        |